# Euphyia mosulensis
Euphyia mosulensis är en fjärilsart som beskrevs av Karl Schawerda 1923. Euphyia mosulensis ingår i släktet Euphyia och familjen mätare. Inga underarter finns listade i Catalogue of Life.